# Thyridanthrax rohdendorfi
Thyridanthrax rohdendorfi är en tvåvingeart som först beskrevs av Paramonov 1925.  Thyridanthrax rohdendorfi ingår i släktet Thyridanthrax och familjen svävflugor. Inga underarter finns listade i Catalogue of Life.